# Фангломерати

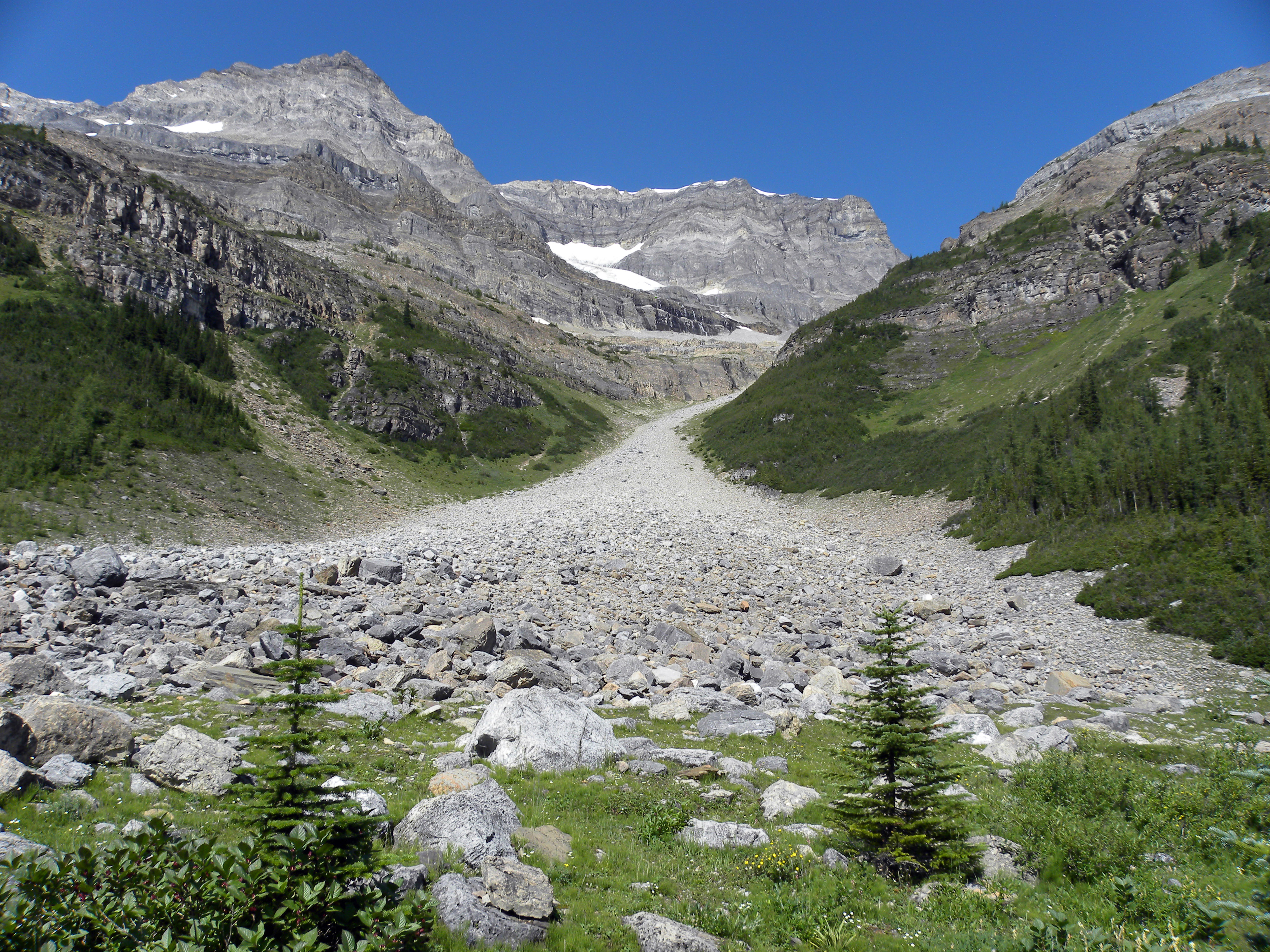
Конус виносу.

Фанґломера́ти (рос. фангломераты, англ. fanglomerates, нім. Fanglomerate n pl) — невідсортовані та нешаруваті відклади селевих потоків і конусів виносу гірських річок, які складаються зі слабко-обкатаних дрібних та крупних уламків гірських порід. Відклади фангломератів в плані віялоподібні.